# Kaempféride
Le kaempféride est un composé organique de la famille des flavonols. Il est naturellement présent dans la Kaempferia galanga.
Le kaempféride a une structure quasi identique au kaempférol: seul un groupe méthyle, sur oxygène fixé sur le carbone 4' les différencie. Le kampféride est produit par réaction du kampférol et la S-adénosylméthionine catalysée par l'enzyme kaempférol 4'-O-méthyltransférase réaction dont l'autre produit est la S-adénosyl-L-homocystéine.

## Hétéroside
Comme de nombreux flavonols, le kaempféride est présent naturellement sous forme d'hétérosides. L'icariine est la forme prénylée du kaempféride 3,7-O-diglycoside.